# 이지석 (배우)
이지석(1992년 3월 21일 ~ )은 대한민국의 영화 배우, 연극 배우이다.

## 학력
- 현대고등학교 졸업
- 용인대학교 태권도 학사

## 방송
- 라이징 액션스타 2008 (2008) - 우승
- 워리어 시즌2 (2020)

## 영화
- 조선미녀삼총사 (2014) - 애꾸 수하 역
- 방황하는 칼날 (2014) - 알펜시아 대학생1 역
- 말하지 못한 비밀 (2015) - 학생 역
- 널 기다리며 (2016) - 자경대원2 역
- 신의 한 수: 귀수편 (2019) - 츄리닝 동생 역
- 피는 물보다 진하다 (2022) - 뱀눈 역

## 공연
- 1446 (2018) - 운검 역
- 세종, 1446 - 서울 (2019)
- 세종 1446 - 여주 (2021)